# 선셋 카슨

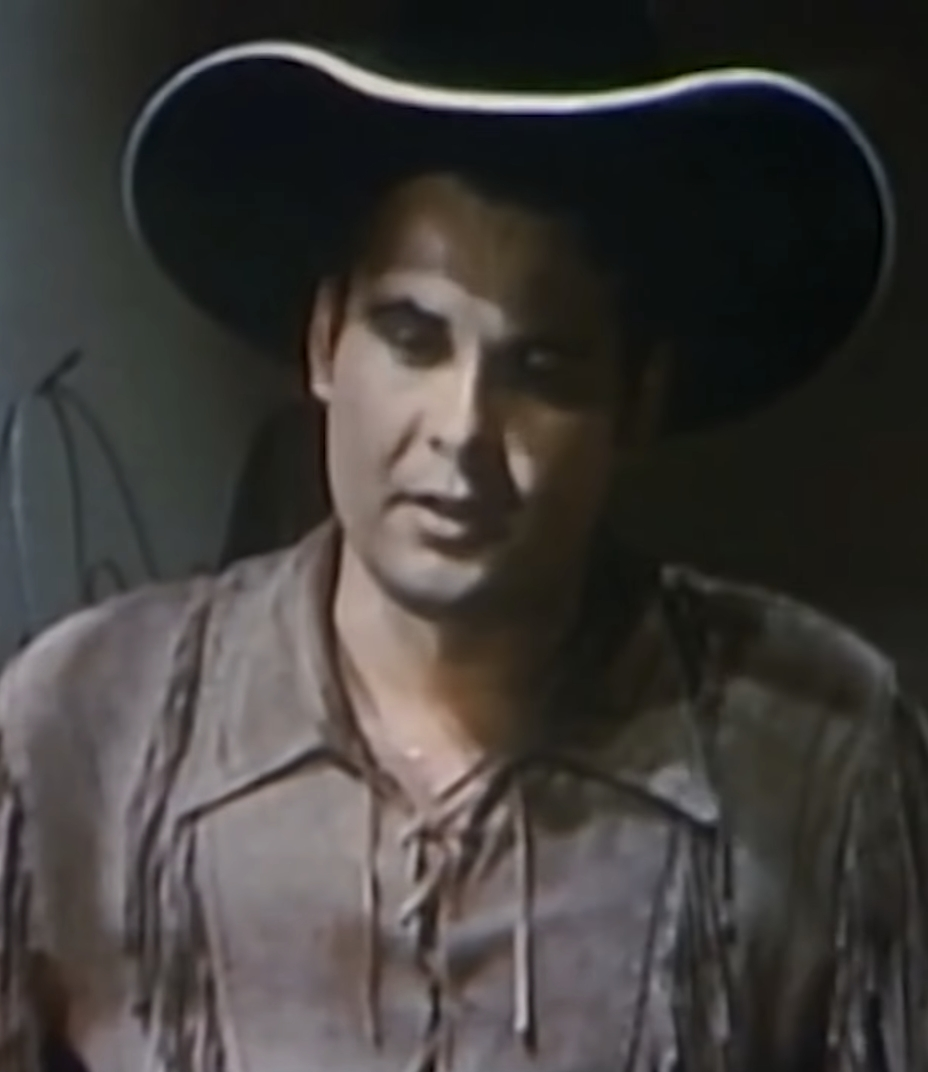

선셋 카슨(Sunset Carson, 1920년 11월 12일 ~ 1990년 5월 1일)은 미국의 배우, 영화배우이다.
리노에서 사망하였다.

## 영화
- 시보 (1978년)
- 스테이지 도어 캔틴 (1943년)